# Ruth Park
Ruth Park, née le 24 août 1917 et morte le 16 décembre 2010 , est un écrivain australien d'origine néozélandaise. 

## Biographie
Née à Auckland d'un père écossais et d'une mère suédoise, Rosina Lucia Park déménage avec sa famille plus au sud, à Te Kuiti sur l'île du Nord, dans une région isolée. 
Durant la Grande Dépression, son père travaille sur les routes forestières, comme conducteur, puis comme travailleur bénéficiant du secours public, comme ouvrier dans une scierie et, finalement, il est transféré à Auckland comme ouvrier du gouvernement et est logé dans une maison de l'État. Après l'école primaire, Ruth obtient une bourse pour aller au collège, mais elle doit arrêter ses études en raison des longues périodes où elle ne peut se permettre d'assister aux cours. Ruth Park prétend avoir participé aux émeutes de "Queen Street" avec son père. Plus tard, elle travaille au quotidien Auckland Star avant de gagner l'Australie en 1942. Là, elle épouse l'écrivain australien D'Arcy Niland. 
Son premier roman, The Harp in the South (1948), décrit la vie dans les taudis irlandais, à Sydney. Il est traduit en dix langues. Elle poursuit avec Poor Man's Orange (1949). Elle écrit également Missus (1985) et d'autres romans, ainsi qu'un feuilleton radiophonique sur les enfants australiens et des scripts pour le cinéma et la télévision. Elle crée également la série de livres pour enfants The Muddle-Headed Wombat. Elle écrit des œuvres autobiographiques, telles A Fence Around the Cuckoo (1992) et Fishing in the Styx (1993). Elle rédige également un roman situé en Nouvelle-Zélande, One-a-pecker, Two-a-pecker (1957), sur l'exploitation minière d'or dans l'Otago (roman rebaptisé plus tard The Frost and The Fire). 
Elle épouse le futur auteur australien D'Arcy Niland dont elle aura cinq enfants. À la mort de son époux en 1967, elle ne se remariera pas.
De 1946 à 2004, Ruth Park reçoit de nombreux prix en Australie et à l'étranger pour ses œuvres. 
Elle meurt dans son sommeil à 93 ans, le 16 décembre 2010.

## Romans parus en France[3]
- 1953 : Té-Kano (The Witch's Thorn, 1951)
- 1964 : Le Chemin sous la mer (the Road under the sea, 1962)

## Œuvre

### Romans
- (en) The Harp in the South, 1948
- (en) Poor Man's Orange, 1949
- (en) The Witch's Thorn, 1951
- (en) A Power of Roses, 1953
- (en) Serpent's Delight, 1953
- (en) Pink Flannel, 1955
- (en) One-a-Pecker, Two-a-Pecker, 1957
- (en) Swords and Crowns and Rings, 1977
- (en) Missus, 1985

### Livres pour enfants
- (en) The Hole in the Hill, 1961
- (en) The Ship's Cat, 1961
- (en) The Muddle-Headed Wombat series, (1962-1982
- (en) Airlift for Grandee, 1962
- (en) The Road to Christmas, 1962
- (en) The Road Under the Sea, 1962
- (en) The Shaky Island, 1962
- (en) Uncle Matt's Mountain, 1962
- (en) The Ring for the Sorcerer, 1967
- (en) The Sixpenny Island, 1968
- (en) Nuki and the Sea Serpent: a Maori Legend, 1969
- (en) The Runaway Bus, 1969
- (en) Callie's Castle, 1974
- (en) The Gigantic Balloon, 1975
- (en) Merchant Campbell, 1976
- (en) Roger Bandy, 1977
- (en) Come Danger, Come Darkness, 1978
- (en) Playing Beatie Bow, 1980
- (en) When the Wind Changed, 1980
- (en) The Big Brass Key, 1983
- (en) My Sister Sif, 1986
- (en) Callie's Family, 1988
- (en) Things in Corners, 1989
- (en) James, 1991

### Œuvres non romanesques
- (en) Der Goldene Bumerang, 1955
- (en) The Companion Guide to Sydney, 1973
- (en) Norfolk Island and Lord Howe Island, 1982
- (en) The Sydney We Love, 1983
- (en) The Tasmania We Love, 1987
- (en) Home Before Dark: The Story of Les Darcy, a Great Australian Hero, 1995Écrit avec Rafe Champion.

## Prix et distinctions
- 1977 : Prix Miles-Franklin pour Swords and Crowns and Rings
- 1982 : (international) « Honour List »[4] de l' IBBY pour Playing Beatie Bow

## Source
- Site officiel de Ruth Park